# Cynthia Mascitto
Cynthia Mascitto est une patineuse de vitesse sur piste courte italienne.

## Biographie
Elle naît à Montréal le 4 octobre 1992 et représente l'Italie.
Aux Jeux olympiques de 2018, elle gagne la médaille d'argent au relais féminin.
Elle participe aux épreuves de patinage de vitesse sur piste courte aux Jeux olympiques de 2022 sur le 1 000 mètres et le 1 500 mètres, ainsi que le relais féminin.